# 广西幼儿师范高等专科学校
广西幼儿师范高等专科学校，简称广西幼师，是中华人民共和国的一所全日制公办省属普通高等专科学校，位于广西壮族自治区南宁市。
1974年9月，广西幼儿师范学校成立。2009年3月，升格为广西幼儿师范高等专科学校。